# 寝屋川市立第八中学校
寝屋川市立第八中学校（ねやがわしりつ だいはちちゅうがっこう）は、大阪府寝屋川市点野五丁目にある公立中学校。

## 沿革
- 1976年
  - 11月 - 学校建設工事着工。
  - 12月 - 通学区域決定。
- 1977年
  - 3月 - 校名「寝屋川市立第八中学校」と正式決定。
  - 4月 - 開校。当初は寝屋川市立第二中学校に仮校舎を設置。
  - 7月 - 現在地に校舎等竣工、移転。
- 1979年
  - 3月 - 校歌制定
  - 4月 - 大阪府教育委員会より、新教育課程の研究校に指定される（1980年度まで）。
- 1981年2月 - 新校舎（別館普通教室）竣工。
- 1984年3月 - 新校舎（新館音楽室、普通教室）竣工。

## 通学区域
- 寝屋川市立西小学校と寝屋川市立点野小学校の通学区域。

## 交通
京阪本線 寝屋川市駅 北西へ約2.5km。

## 部活動

### 運動部
- 男子テニス部
- 女子テニス部
- 陸上部
- 男子バスケ部（2022年 全国中学校バスケットボール大会　ベスト16）
- 女子バスケ部
- 男子卓球部
- バレーボール部
- 野球部

### 文化部
- 吹奏楽部
- 美術部

## 著名な出身者
- 杉浦太陽 - 俳優
- 田所諒 - 元サッカー選手
- 谷川知未 - エレクトーン奏者、タレント
- 辻本祐樹 - 俳優
- 吉田侑樹 - 元プロ野球選手